# Teddy H. Sanford
Teddy Hollis Sanford (* 31. Dezember 1907 in Skedee, Pawnee County, Oklahoma; † 29. Dezember 1999 im Pawnee County, Oklahoma) war ein Generalmajor der United States Army. Er war unter anderem Kommandeur der 7. Infanteriedivision und des XIX. Korps.
Teddy Sanford war ein Sohn von John Thomas Sanford (1856–1919) und dessen Frau Cora Francis Endicott (1878–1965). Im Jahr 1930 trat er als Leutnant der Nationalgarde von Oklahoma bei. Im weiteren Verlauf wechselte er zu einem nicht genau überlieferten Zeitpunkt zum Offizierskorps des US-Heeres. In der Armee durchlief er anschließend alle Offiziersränge vom Leutnant bis zum Zwei-Sterne-General.
Während des Zweiten Weltkriegs war er auf dem atlantischen Kriegsschauplatz eingesetzt. Dort diente er im 325. Fallschirmspringerregiment, das der 82. Luftlandedivision unterstand. Im Lauf der Zeit stieg er zum Kommandeur des 1. Bataillons seines Regiments auf. Sanford war in Sizilien, Italien, Frankreich, den  Niederlanden, Belgien und Deutschland eingesetzt. Unter anderem war er an der Landung der Alliierten in der Normandie und an der Abwehr der deutschen Ardennenoffensive beteiligt. Er brachte es auch selbst auf einige Fallschirmabsprünge.
Nach dem Krieg setze er seine Offizierslaufbahn fort. Er absolvierte er den für Offiziere in den entsprechenden Rangstufen üblichen Dienst in unterschiedlichen Einheiten und Standorten. Dazu gehörten auch Aufgaben als Stabsoffizier in verschiedenen Hauptquartieren. Unter anderem kommandierte er weitere Luftlandeeinheiten. Über seine aktive Teilnahme am Koreakrieg und am Vietnamkrieg wird in den Quellen nichts erwähnt, sie sind jedoch auf seinem Grabstein aufgeführt.
Zwischen Juni 1959 und August 1960 kommandierte Teddy Sanford die in Südkorea stationierte 7. Infanteriedivision. Die Division war an der dortigen  Demilitarisierten Zone für Überwachungs- und Kontrollaufgaben gegen eventuelle nordkoreanische Aktivitäten eingesetzt. Danach bekleidete er weitere Stellen als Generalstabsoffizier und schließlich als Kommandeur des XIX. Korps. Am 1. Februar 1967 schied er aus dem aktiven Militärdienst aus.
Der mit Cora Juanita Kelley (1908–1999) verheiratete Offizier starb am 29. Dezember 1999 und wurde auf dem Highland Cemetery in Pawnee in Oklahoma beigesetzt. Im Jahr 2009 wurde er posthum in die Oklahoma Military Hall of Fame aufgenommen.

## Orden und Auszeichnungen
Teddy Sanford erhielt im Lauf seiner militärischen Laufbahn unter anderem folgende Auszeichnungen:
- Distinguished Service Cross
- Army Distinguished Service Medal
- Silver Star
- Legion of Merit
- Bronze Star Medal
- Purple Heart

Zudem erhielt er mehrere ausländische Orden und Auszeichnungen.